# Äpplerödgump
Äpplerödgump (Euproctis chrysorrhoea) är en fjärilsart som beskrevs av Linnaeus 1758. Äpplerödgumpen ingår i släktet Euproctis, och familjen tofsspinnare.
Vingspannet på hanen är 28–32 mm och på honan 32–37 mm. Arten förekommer i skog, buskmarker, parker och trädgårdar i södra och centrala Europa.
Arten förekommer tillfälligt i Sverige, men reproducerar sig inte. Inga underarter finns listade. Fram till 2005 hade totalt 150 fynd gjorts i södra Sverige, varav 47 exemplar 2004. År 2006 rapporterades cirka 200 exemplar från främst Skåne och Öland. I Danmark förekommer den som årlig migrant och tillfälligtvis med reproducerande förekomster i de sydöstra delarna. Arten har aldrig påträffats i Norge och Finland.
Världsutbredningen omfattar Nordafrika, Iberiska halvön, Mellaneuropa, i Alperna till drygt 1000 m ö. h., och Medelhavsområdet till Turkiet. Den finns även i södra Storbritannien. Arten förekommer i Litauen och sällsynt i Estland samt österut genom södra Ryssland till mellersta Asien. Den har omedvetet införts till nordöstra Nordamerika i slutet av 1800-talet och spred sig snabbt inledningsvis, men utbredningen minskade några år senare. Den upprätthåller dock fortfarande mindre populationer i Nordamerika.

## Bildgalleri

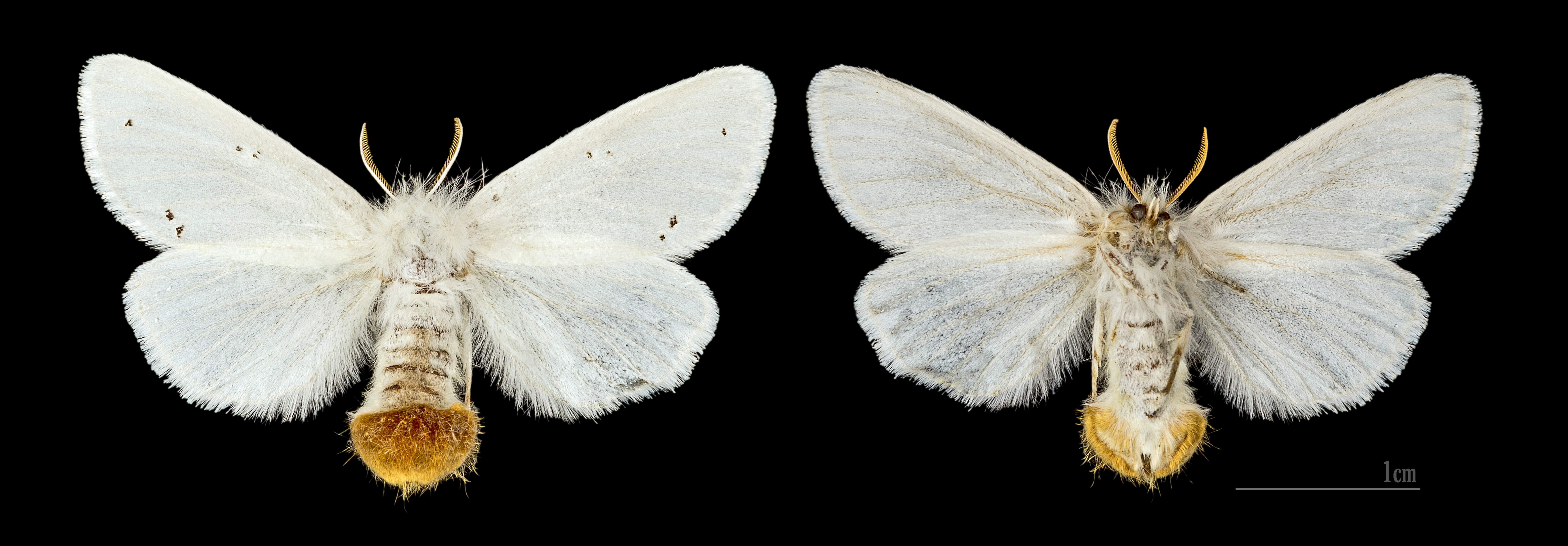
♀
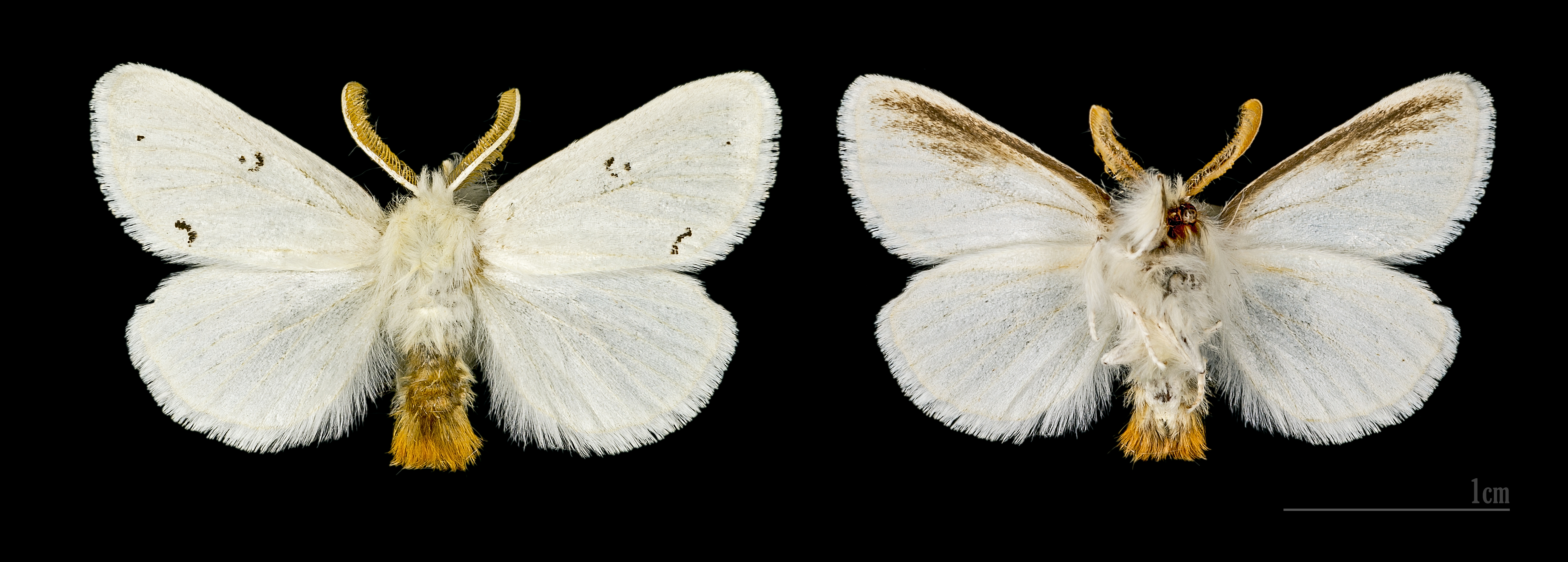
♂
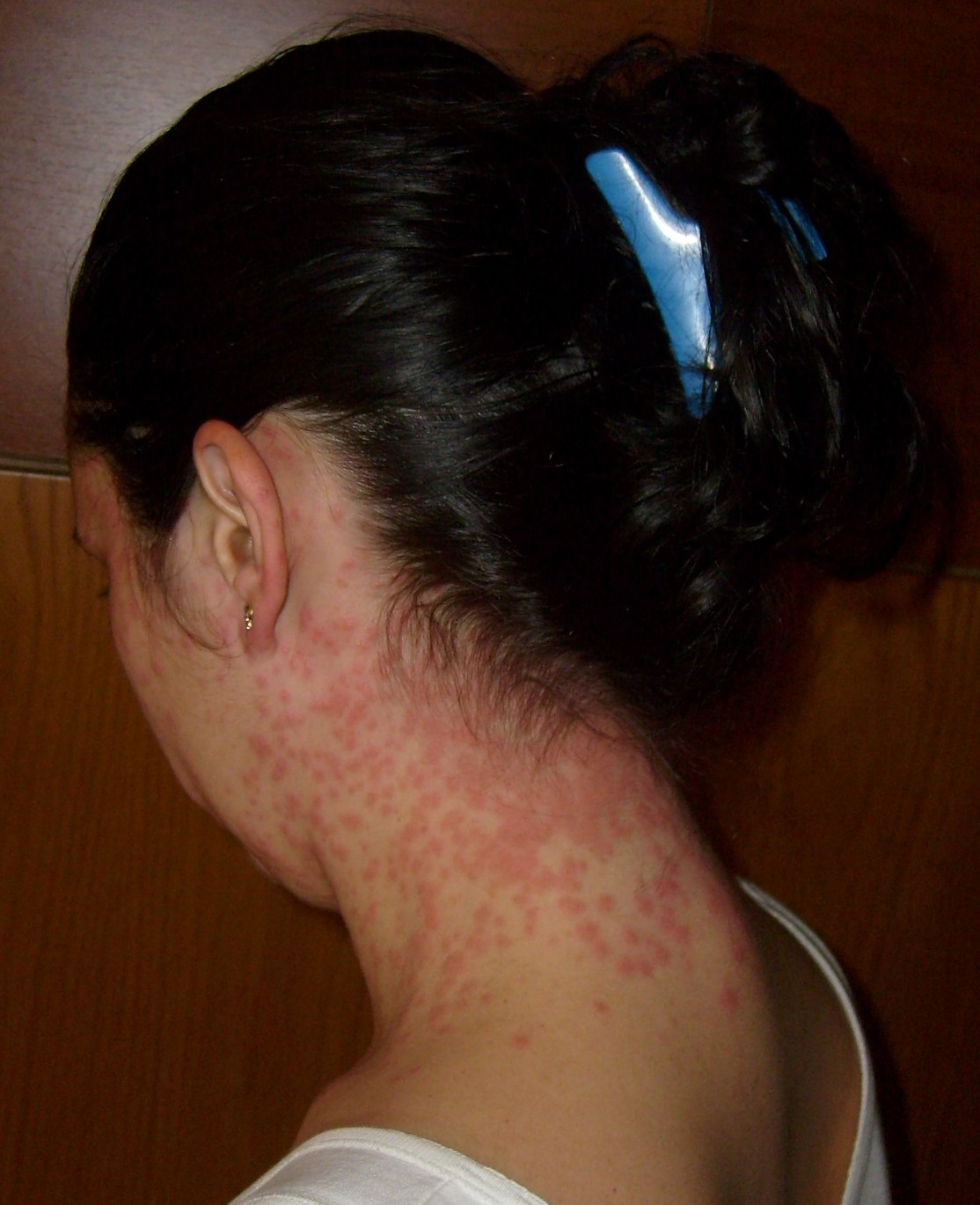
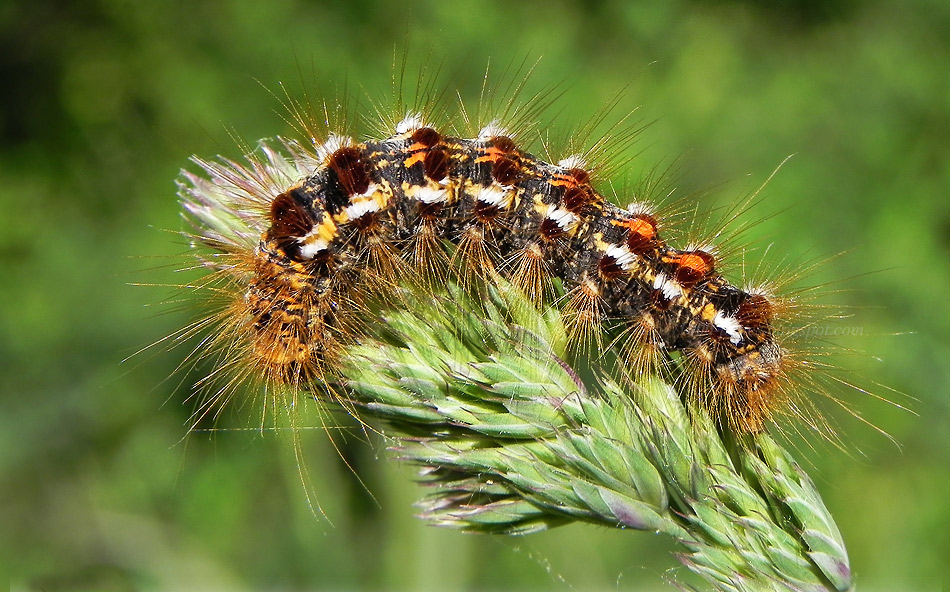
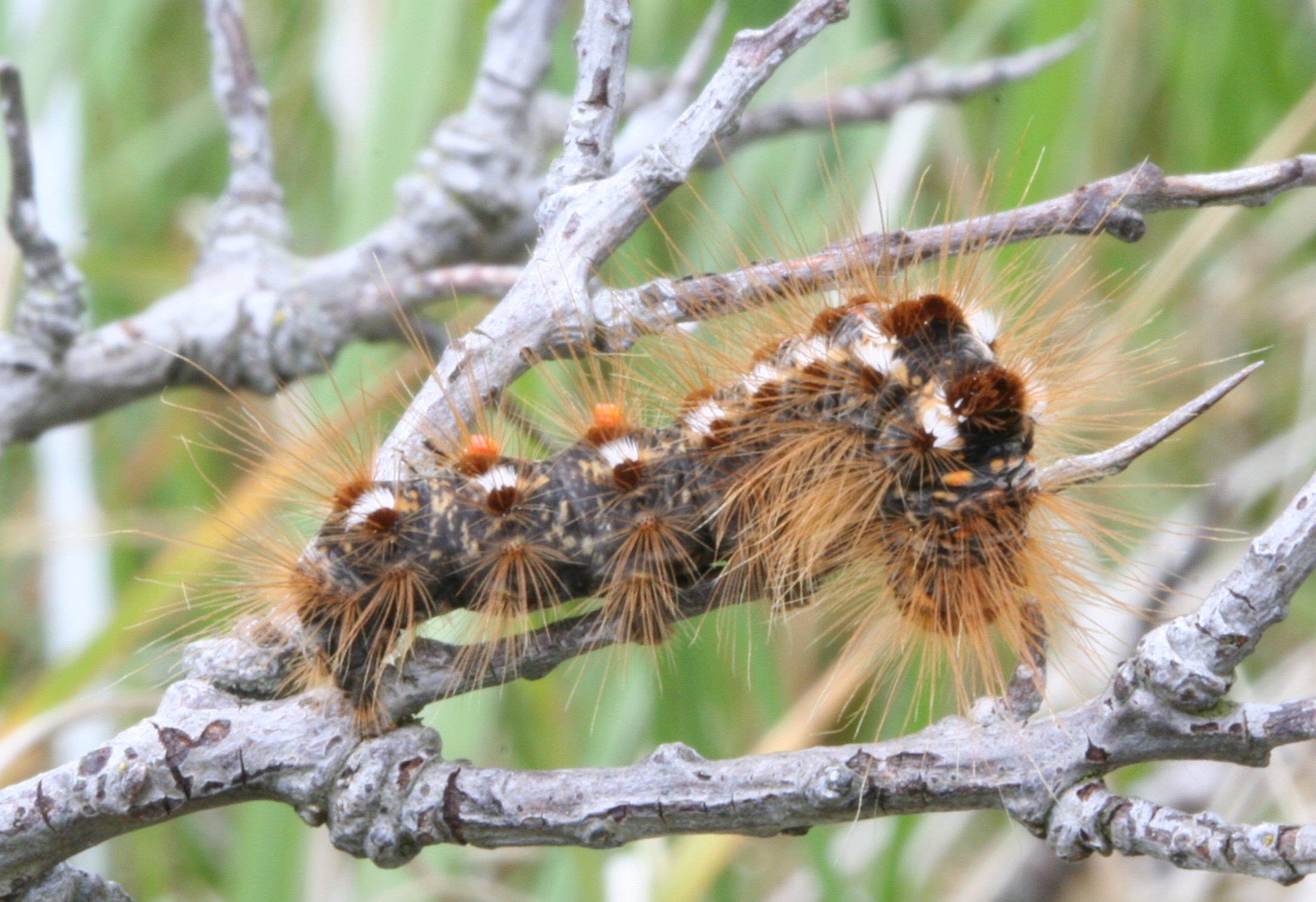
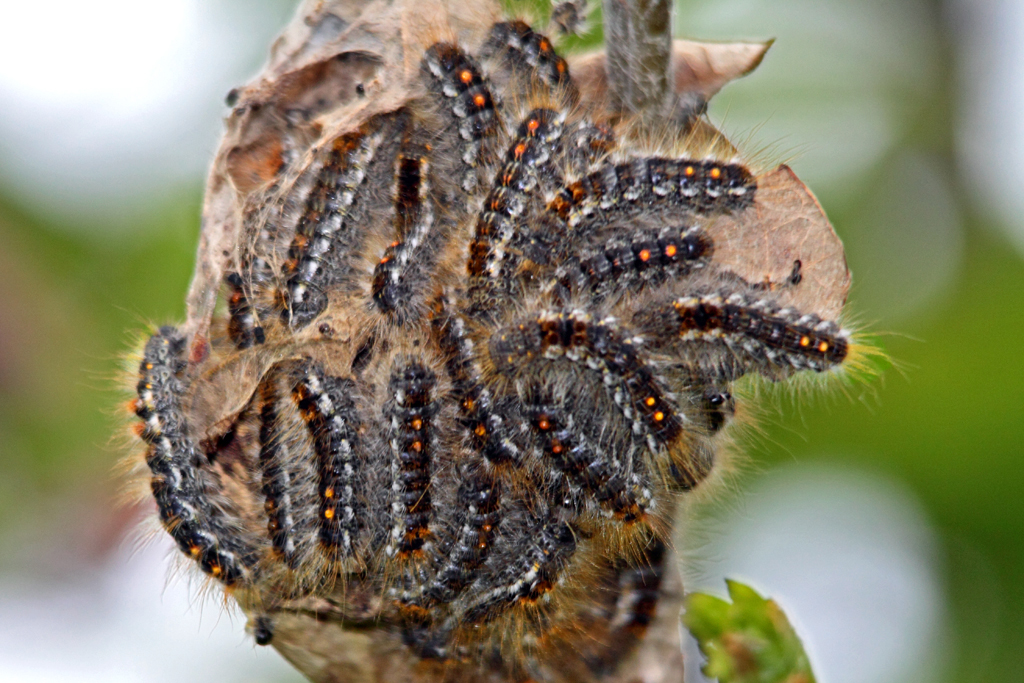
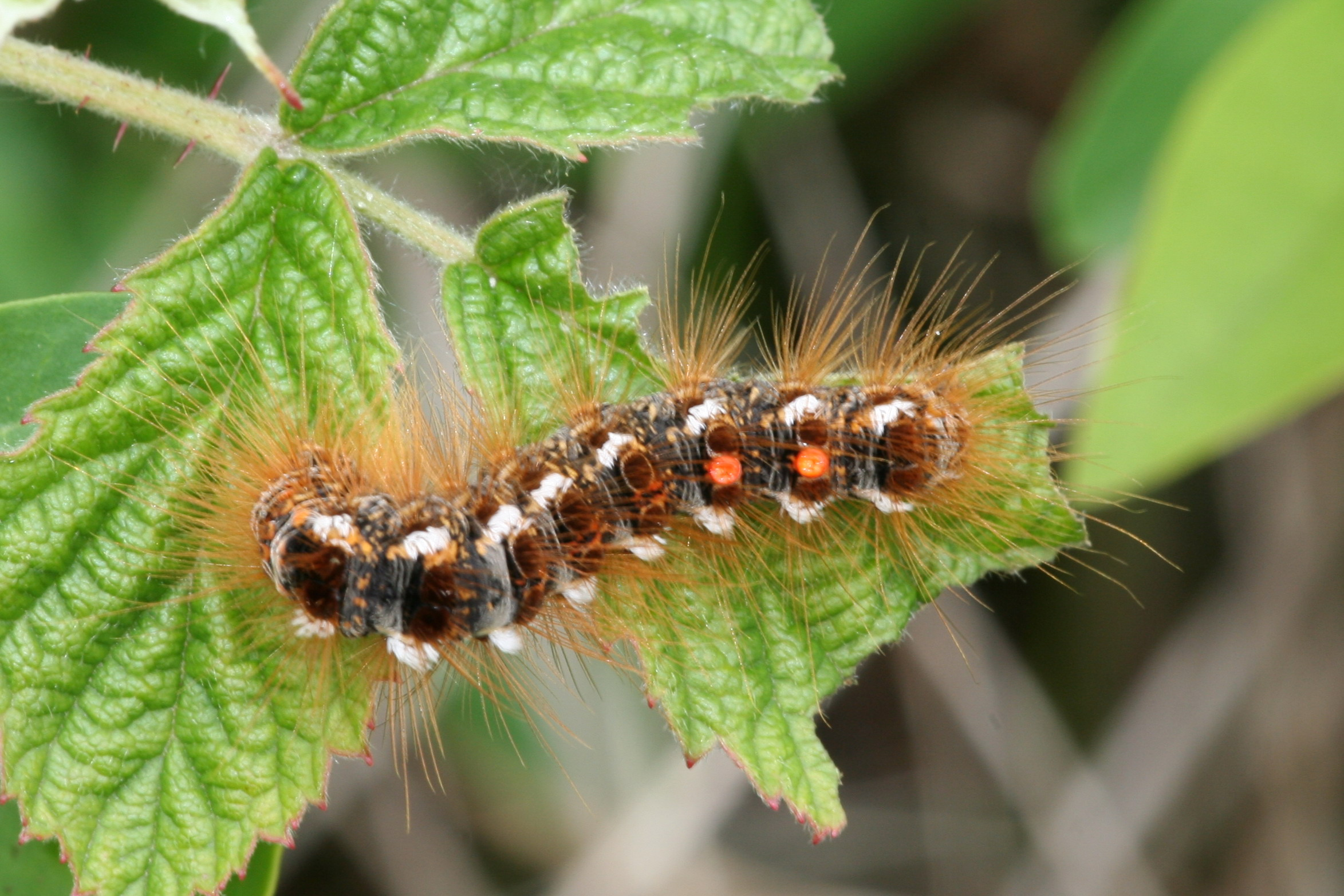